# 掛川インターチェンジ
掛川インターチェンジ（かけがわインターチェンジ）は、静岡県掛川市の東名高速道路上に所在するインターチェンジ（IC）（開発インターチェンジ）である。
同じ場所に高速バスの掛川バスストップ（BS）がある。

## 道路
- E1 東名高速道路（14-1番）

## 接続する道路
- 静岡県道38号掛川大東線（国道1号掛川バイパスに接続）
- 静岡県道403号磐田掛川線

## 歴史
- 1969年（昭和44年）6月10日 : 国鉄バス東名高速線の運行開始に伴い、掛川バスストップが開設。当初は静岡県道38号掛川大東線の西側に設置された。
- 1993年（平成5年）12月21日 : 静岡県道38号掛川大東線の東側に掛川インターチェンジが開設。これに伴い、バスストップもICランプ内側に移転し、ICに併設される形となる。旧バスストップは痕跡がある。
- 2006年（平成18年）5月4日 : 遠鉄バスe-wingダイヤ改正、掛川インター駐車場開設。

## 料金所

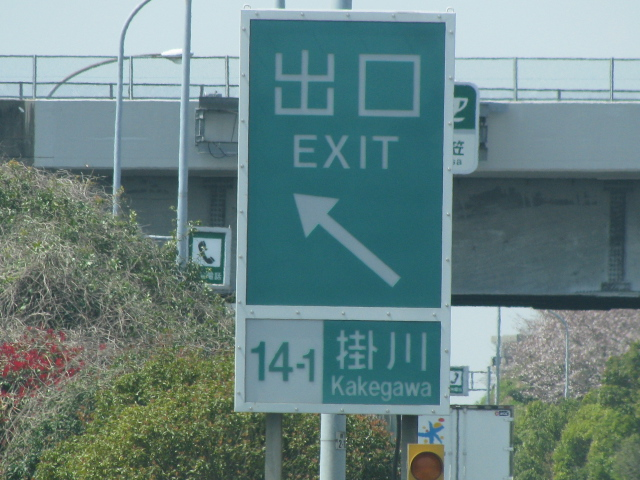
掛川インターチェンジ（下り線）出口標識

- ブース数 : 6

### 入口
- ブース数 : 2
  - ETC専用 : 1
  - ETC/一般 : 1

### 出口
- ブース数 : 4
  - ETC専用 : 2
  - 一般 : 2

## 周辺
掛川市街地からは若干外れた丘陵地にあるが、インターチェンジ開設に伴い住宅地が造成されると、ホテル、飲食店等も増加し、市街地の範囲に取り込まれつつある。
- izumoden掛川出雲殿
- ホテルルートイン掛川インター
- バジェットイン掛川
- 炭焼きレストランさわやか掛川インター店
- ベイシア掛川店
- 掛川駅
- 掛川城
- 掛川花鳥園
- 掛川市・袋井市病院企業団立中東遠総合医療センター
- つま恋リゾート 彩の郷（旧・ヤマハリゾートつま恋）
- 小笠山総合運動公園
  - 静岡スタジアム エコパ

## 隣
E1 東名高速道路
(14)菊川IC - (14-1)掛川IC - 小笠PA - (15)袋井IC

## 掛川バスストップ

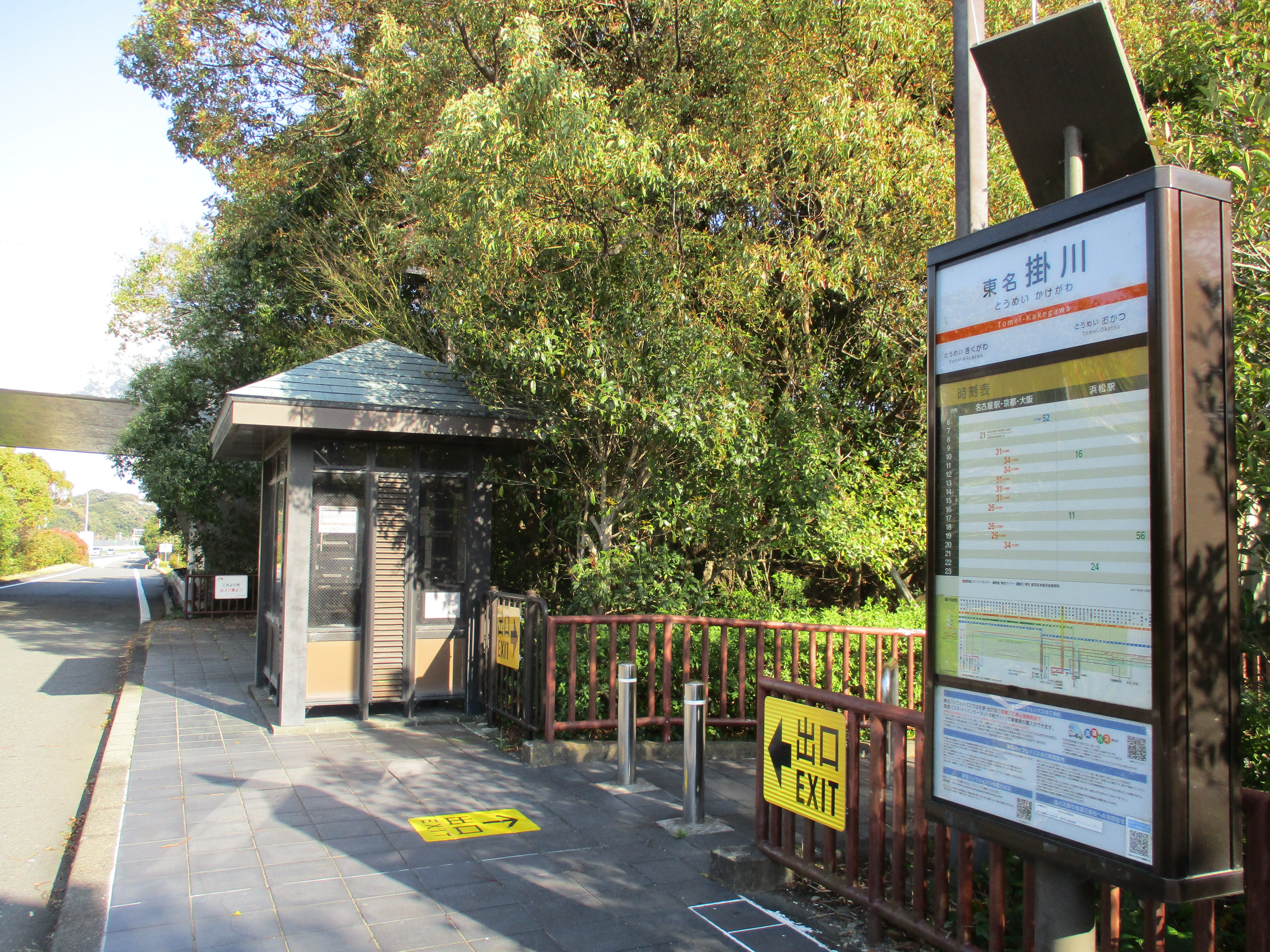
下り（2021年3月）

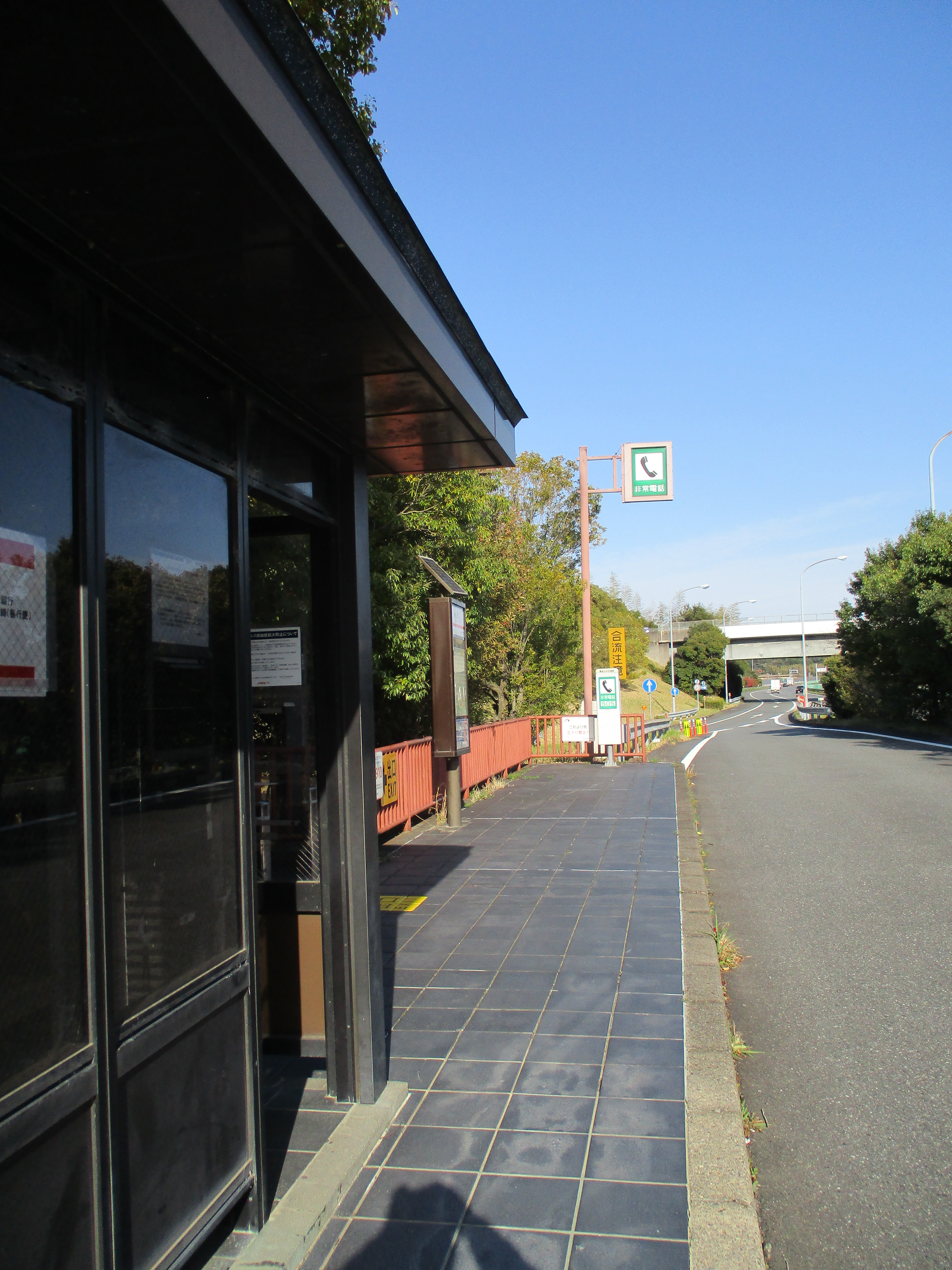
上り（2021年3月）

掛川バスストップ（かけがわバスストップ）は、掛川インターチェンジと同位置の本線上にあるバス停留所である。旅客案内上、東名掛川（とうめいかけがわ）とも呼ばれる。
東名ハイウェイバスの全便、京阪神昼特急静岡号、横浜イーライナーが停車する。
東名ハイウェイバスの停留所の中でも、東海道本線の駅と比較的近い位置関係にあり、掛川BSに停車せず、本線を一旦降りて掛川駅を経由する高速バス路線・便がいくつか存在する（掛川駅#バス路線参照）。

### 隣接のバス停
東名ハイウェイバス（特急便・急行便）
岡津BS - 掛川BS - 菊川BS
東名ハイウェイバス（超特急便）
浜松北BS - 掛川BS - 吉田BS
京阪神昼特急静岡号（京都深草以遠のみ利用可）
（袋井BS） - 掛川BS - （菊川BS）
横浜イーライナー（浜松駅方面は利用不可）
（磐田IC駐車場） - 掛川BS - 御殿場BS（一部） - 品川バスターミナル（一部） - 横浜駅YCAT

### 乗り換え
- しずてつジャストライン掛川大東浜岡線
  - 東名掛川バス停（徒歩5分、約400m）
掛川駅方面
大東方面
- 掛川市自主運行バス市街地循環線南回り
  - 南二丁目バス停（徒歩8分、650m）
中東遠総合医療センター方面
- JR線・天竜浜名湖線
  - 掛川駅（徒歩15分、約1.3km）

### 距離
東京駅から223.7km

## 掛川インター駐車場
掛川インター駐車場（かけがわインターちゅうしゃじょう）は、遠州鉄道（遠鉄バス）の中部国際空港行き高速バス「e-wing」のバス停留所である。掛川市立総合病院の東側にあり、前述の掛川BSとは離れている。
パークアンドライドに対応しており、自動車30台が駐車可能。

### 隣接のバス停
遠鉄バス　中部国際空港線「e-wing」（中部国際空港のみ利用可）
（袋井BS） - 掛川IC駐車場

## 備考
- 掛川ICは、地元の自治体などが出資する開発インターチェンジとして、掛川城の復元（1994年）、掛川東部工業団地の誘致などとともに建設された。このため、他の一般的なICと異なり、料金所、ゲート等の設備が和風・屋根付きの城下町を意識したデザインとなっている。
- つま恋で大規模なイベント(ap bank fesなど)が開催される日は、出口で渋滞が起こる。